# Callaeoidea
Callaeoidea — надродина горобцеподібних птахів інфраряду Passerida. Містить 6 видів у 2 родинах.

## Поширення
Представники надродини поширені у Новій Зеландії.

## Таксономія
Таксон виділений у 2012 році з надродини Corvoidea.

### Родини
- Коральникові (Callaeidae) Sundevall, 1836 (5 видів)
- Гигієві (Notiomystidae) Driskell et al., 2007 (1 вид)